# Комсомольское сельское поселение (Кировская область)
Комсомольское сельское поселение — муниципальное образование в составе Котельничского района Кировской области России.
Административный центр — посёлок Комсомольский.

## История
Комсомольское сельское поселение образовано 1 января 2006 года согласно Закону Кировской области от 07.12.2004 № 284-ЗО.

## Население
| 2010 | 2012 | 2013 | 2014 | 2015 | 2016 | 2017 |
| ---- | ---- | ---- | ---- | ---- | ---- | ---- |
| 980  | ↘940 | ↘925 | ↘836 | ↘820 | ↘809 | ↗813 |
| 2018 | 2019 | 2020 | 2021 |      |      |      |
| ↘778 | ↘740 | ↘705 | ↘605 |      |      |      |

## Населённые пункты
На территории поселения находится 10 населённых пунктов (население, 2010):
| - посёлок Комсомольский — 803 чел.; - остановка Ежуры — 4 чел.; - станция Иготино — 46 чел.; - деревня Капиданцы — 0 чел.; - деревня Патруши — 0 чел.; | - деревня Толстик — 0 чел.; - деревня Эхтенки — 0 чел.; - деревня Гребенята — 19 чел.; - деревня Новожилы — 9 чел.; - село Козловаж — 99 чел. |